# Madey Ridge
Madey Ridge ist ein Gebirgskamm im westantarktischen Queen Elizabeth Land. In der Neptune Range der Pensacola Mountains verläuft er ausgehend vom Mount Moffat entlang der Nordseite des Gebirgskamms Berquist Ridge in nordwestlicher Richtung.
Der United States Geological Survey kartierte ihn anhand von Vermessungen und Luftaufnahmen der United States Navy zwischen 1956 und 1966. Das Advisory Committee on Antarctic Names benannte ihn 1968 nach Jules Madey (* 1940), dem zusammen mit seinem Bruder John (1943–2016) als Funkamateur zwischen 1957 und 1967 zahlreiche Funkverbindungen zwischen den Vereinigten Staaten und Forschungsmannschaften in Antarktika gelungen waren.